# Дорожное заграждение
Дорожный пост — временное заграждение, созданное для контроля или заблокирования движения на дорогах. Несколько причин создания дорожных постов:
- Дорожные работы
- Временное закрытие дороги во время специальных мероприятий (Парад Победы, митинги, визиты государственных лиц и особо важных персон)
- Предотвращение автомобильных погонь
- Поимка преступников
- Временный контрольно-пропускной пункт
- Наблюдение за дорожным движением

В мирной обстановке они служат для регулирования дорожного движения, дорожные посты также обычно используются во время войн. Во время акций протеста и беспорядков полиция (милиция) и специальные подразделения иногда используют блокпосты.

## По всему миру
- В Австралии дорожный барьер выглядит как 2,5 метровая длинная тяжёлая доска из поливинилхлорида с жёлтыми и чёрными светоотражающими полосами по обе стороны.
- В Европе дорожные барьеры обычно выглядят как красные и белые доски из поливинилхлорида.
- В США барьеры белые, из глинозёма или пластика, с оранжевыми и белыми светоотражающими досками.